# 820 Adriana
820 Adriana è un asteroide della fascia principale del diametro medio di circa 58,65 km. Scoperto nel 1916, presenta un'orbita caratterizzata da un semiasse maggiore pari a 3,1286261 UA e da un'eccentricità di 0,0513607, inclinata di 5,93773° rispetto all'eclittica.
L'origine del suo nome è sconosciuta.